# Giocattolo sessuale
Un giocattolo sessuale (in lingua inglese sex toy o adult toy o marital aid nella sua accezione più ampia) è un oggetto destinato all'uso durante le pratiche sessuali per intensificare il piacere erotico e favorire una sessualità più aperta e giocosa. Sono comunemente considerati sex toys: i vibratori, i dildo, gli anal toy, le palline vaginali (geisha balls), i cockring, i masturbatori maschili e i massaggiatori prostatici. Alla sfera dell'intrattenimento sessuale appartengono anche gli accessori dedicati all'arte del burlesque e alle pratiche bondage, fetish e, più in generale, BDSM (frustini, bende, manette, nastri e paddle per lo spanking) e i prodotti legati al relax e alla cura del corpo (creme e gel eccitanti, oli e candele da massaggio).

## Storia
Sebbene nella regione dell'Aquitania, in Francia, siano stati ritrovati degli oggetti di forma fallica in pietra ed osso riconducibili al paleolitico e al Museo dell'Antica Cultura Sessuale Cinese di Shanghai sia stato esposto un fallo verde in pietra di giada risalente a 6000 anni fa, i primi oggetti ufficialmente riconosciuti come giocattoli sessuali sono gli olisbos, versione antica del moderno dildo, venduti dai mercanti del porto greco di Mileto nel 500 a.C.
Nel 300 d.C. il Kamasutra spiega l'uso di strumenti per l'estensione del pene, in particolare cilindri in legno, corno o pelle, da applicare durante l'erezione per far apparire il pene più grande ed aumentare il piacere della partner: i primi cockring ante litteram.
Risalgono al VI secolo invece le Ben Wa Balls, le palline vaginali oggi chiamate geisha balls, da inserire all'interno della vagina per rinforzare i muscoli del pavimento pelvico e ridurre così i fenomeni da incontinenza urinaria da stress, intensificando anche il piacere sessuale durante l'orgasmo. Se nel Medioevo i giocattoli erotici spariscono per via della repressione sessuale ad opera della morale cristiana, che punisce severamente la masturbazione e la fornicazione prima del matrimonio e non a fini riproduttivi, ecco che l'olisbos risorge nel Rinascimento con il nuovo nome di "dildo", probabilmente dal latino "dilatare" o dall'italiano "dilettare".
Nel 1791 il marchese De Sade pubblica Justine o le disavventure della virtù, romanzo controverso in cui vengono descritti frustini, anelli per capezzoli ed altri strumenti di sottomissione: si tratta del primo libro sul bondage che sia mai stato scritto. È paradossalmente in tempi di "puritanesimo" vittoriano, nel 1869, che l'americano George Herbert Taylor inventa il manipulator, ovvero il primo vibratore a vapore progettato per curare l'isteria femminile, malattia da cui le donne sarebbero potute guarire solo raggiungendo l'orgasmo. La sua invenzione viene poco dopo perfezionata da Joseph Mortimer Granville, che nel 1880 crea il primo vibratore elettrico a batteria.
Negli anni trenta la diffusione della pornografia pone fine alla funzione del vibratore come strumento medico e lo riduce a semplice strumento sessuale, fino a farlo diventare negli anni sessanta un tabù.
Solo in tempi recenti, nel 1998, nasce il vibratore rabbit, il cui design a due estremità, che stimolano simultaneamente vagina e clitoride, lo ha reso il sex toy più celebre (è comparso più volte nella serie TV Sex and the City) ed acquistato della storia.

## Tipologie
Tra i giocattoli sessuali, i vibratori si dividono a loro volta in: vibratori classici, vibratori rabbit, vibratori clitoridei, vibratori G-Spot, vibratori strap on, vibratori per coppie, ovetti vibranti (in lingua inglese Love Eggs), vibratori mini e vibratori maxi. Con lo sviluppo delle nuove tecnologie e la diffusione degli smartphone, nascono nuove tipologie di vibratori compatibili con applicazioni web e fonti audio.
I dildo invece possono essere classici, realistici, doppi, anali, strap on (con imbracatura), strapless (senza imbracatura) e maxi; gli anal toy includono sia sex toy più avanzati come vibratori e dildo anali, pensati per i fruitori più esperti, sia plug e palline anali, studiati invece per stimolare una delle zone più erogene del corpo sia maschile che femminile in maniera delicata, graduale e possibilmente indolore; le geisha balls o palline vaginali dedicate alla ginnastica pelvica possono presentarsi in plastica, silicone o metallo e con una o due sfere; i sex toy esclusivi per gli uomini includono i cockring, anelli da indossare alla base del pene per costringere momentaneamente il flusso di sangue prolungando l'erezione e ritardando l'eiaculazione, gli anelli vibranti, ovvero cockring dotati di una sporgenza vibrante pensata per stimolare il clitoride della partner, i masturbatori, che riproducono fedelmente la sensazione della penetrazione vaginale e anale, e i massaggiatori prostatici, cioè sex toy di ultima generazione pensati per massaggiare efficacemente prostata e perineo sia in vista dell'intensificazione del piacere sessuale, sia per curare l'impotenza ed evitare il rilassamento dei muscoli pelvici.
Oltre a questi sex toy, esistono anche dei simulacri di alcune parti del corpo umano come mano, lingua, vagina, pene e ano, realizzati solitamente con materiali sintetici che simulano la pelle e i tessuti umani, ed apparecchiature più o meno elaborate e destinate all'autoerotismo, come ad esempio i sybian.
Dei giocattoli sessuali non fanno parte gli oggetti domestici o gli alimenti di uso comune, spesso utilizzati nelle pratiche erotiche (cucchiai, bottiglie, ortaggi falliformi).

## Diffusione e sicurezza
Globalmente, il fatturato dell'industria dei giocattoli sessuali nel 2008 era stimato approssimativamente in 15 milioni di dollari, con un tasso di crescita del 30%, mentre il 70% della produzione era localizzata in Cina.
Al 2006 i rivenditori danesi lamentavano la frequente assenza di informazioni sulle confezioni dei giocattoli sessuali in vendita nel loro paese. Uno studio del 2006, condotto dall'ufficio olandese di Greenpeace, ha rilevato alti livelli di ftalati in sette degli otto giocattoli sessuali testati.

## Disciplina normativa in Italia e nel mondo
Diversi paesi hanno promulgato leggi per vietare o limitare i giocattoli sessuali e qualche restrizione vige a livello puramente formale anche in Italia.

### Italia
Secondo gli articoli 528 e 725 del Codice Penale sono da sanzionare tutti coloro che espongano, vendano, distribuiscano, fabbrichino ed esportino immagini od oggetti considerati osceni e che offendano la pubblica decenza come il materiale pornografico, i film vietati ai minori, gli spettacoli pubblici lesivi della sensibilità di chi assiste.
Oggi è però cambiata l'accezione comune data alla parola "osceno". Quindi nonostante alcuni regolamenti a livello territoriale in alcune regioni o in singoli comuni italiani non sussistono più i divieti di aprire un sex shop e di vendere sex toy, perché si tratta di attività commerciale e quindi priva di restrizioni generiche.
Le uniche restrizioni valide riguardano la distanza dai seguenti luoghi: scuole, cimiteri, ospedali e luoghi di culto.

### India
I giocattoli sessuali sono menzionati nel Kāma Sūtra di Vatsyayana, dove sono presenti riferimenti all'apadravyas (dildo) e al pratimas (wooden figures), usati nell'atto sessuale. Tuttavia la legislazione vigente al 2008, che alcuni indiani definiscono «pseudo-moralistica», vieta la produzione e la vendita. Nonostante il divieto, secondo un'inchiesta giornalistica del 2008 i sex toy erano disponibili a Mumbai e a Delhi. Il valore di mercato per i giocattoli sessuali in India è stimato in $ 103 milioni di rupie.

### Stati Uniti
In molte regioni, come per esempio Stati Uniti d'America meridionali, la vendita di giocattoli sessuali viene scoraggiata, o addirittura posta totalmente fuorilegge, da legislazioni proibitive che regolano i "dispositivi osceni". Nel 1999, William H. Pryor, Jr., un assistente del procuratore generale dell'Alabama, commentando su un caso in cui si discuteva sullo scopo di utilizzo dei giocattoli sessuali, fu citato per aver sostenuto che: non vi è alcun "fondamentale diritto per una persona ad acquistare un dispositivo che produce l'orgasmo". Una corte d'appello federale ha accolto la legge dell'Alabama che proibisce la vendita di giocattoli sessuali nel giorno di San Valentino 2007.

## Galleria d'immagini

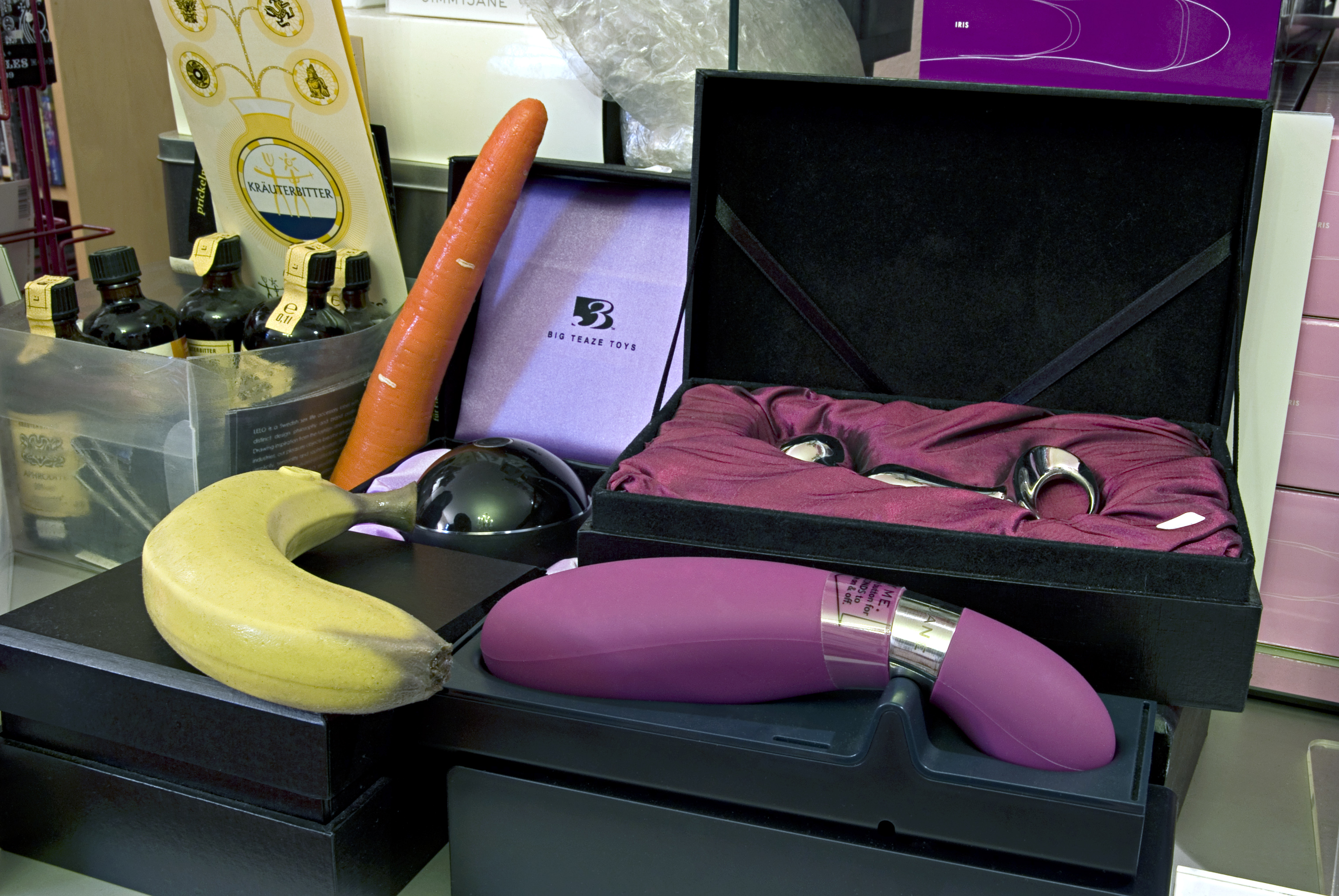
Differenti giocattoli sessuali
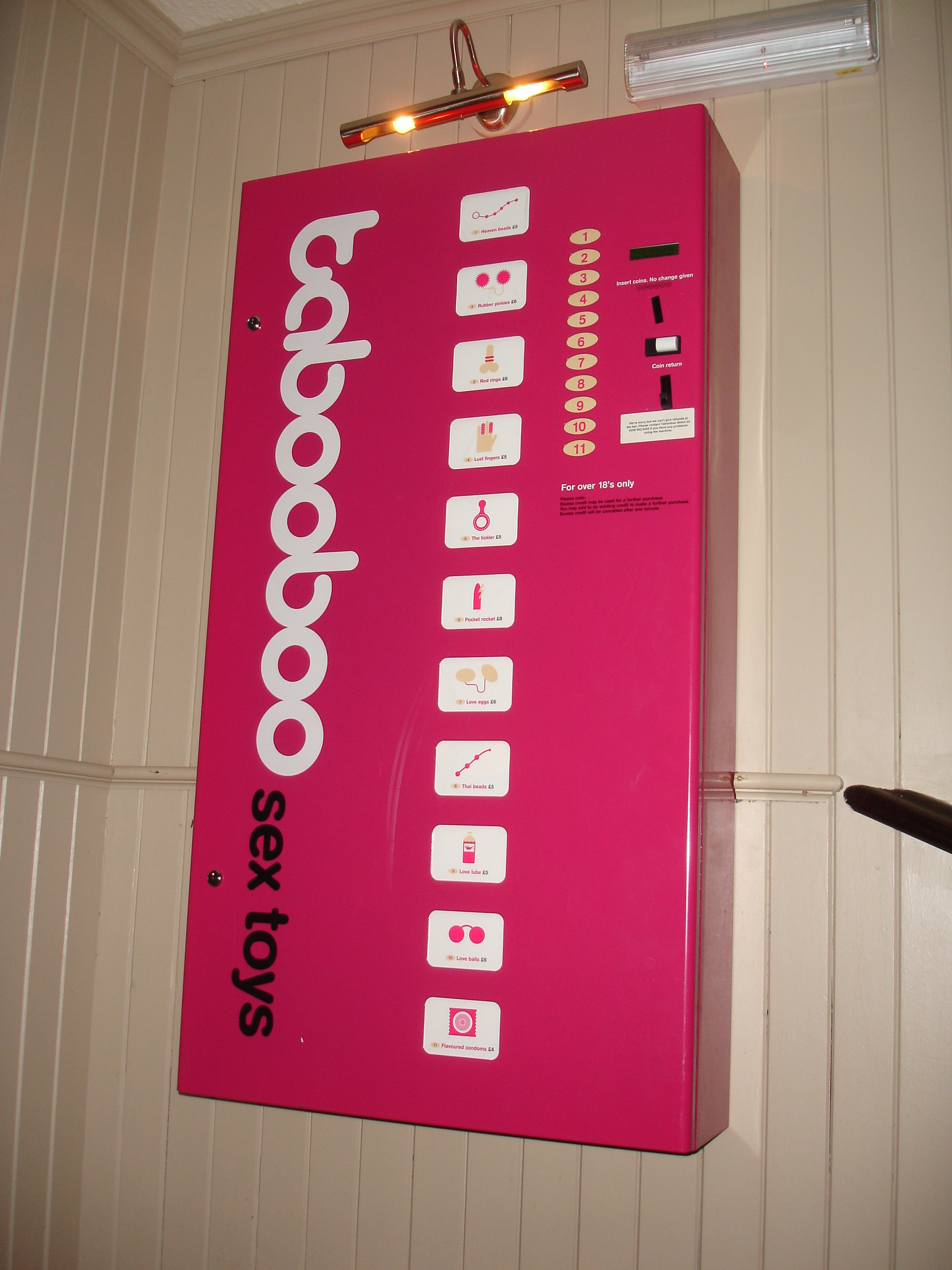
Distributore automatico contenente Sex toys